# Версиера
Версиера в математиката е алгебрична крива от трета степен. Изследвана е от италианската математичка Мария Гаетана Анези, и поради това наречена на нейно име „къдрица на Анези“.
Кривата се строи по следния начин:
Фиксирана е окръжност и произволна точка О върху нея, както и нейната диаметрално противоположна М. За произволна друга точка от окръжността А е прекарана секущата права ОА, пресичаща в точка N допирателната, прекарана към окръжността в точка М. Успоредната на ОМ права през N и перпендикулярната на ОМ права през А се пресичат в точка Р. При изменението на точка А, описваната траектория от точка Р представлява версиерата.
Кривата има асимптота в лицето на допирателната към окръжността в точка О.

## Уравнения
Да допуснем, че точка О е началото на координатната система, а М лежи на положителната част от ординатата. Нека радиусът на окръжността е {\displaystyle a}.
Тогава кривата има уравнение в декартови координати {\displaystyle y={\frac {8a^{3}}{x^{2}+4a^{2}}}}.
Параметрично изразено, ако {\displaystyle \theta } е ъгълът между OM и OA (мерен по часовниковата стрелка), кривата се определя чрез уравненията
{\displaystyle x=2a\tan \theta ,\ y=2a\cos ^{2}\theta .\,}
Правата {\displaystyle y=0} e aсимптота на къдрицата.
Областта между къдрицата и нейната асимптота има площ 4 пъти площта на фиксираната окръжност, т.е. {\displaystyle 4\pi a^{2}}. При ротация на кривата около асимптотата се получава тяло с обем {\displaystyle 4\pi ^{2}a^{3}} Центърът на тежестта на областта лежи в точката с координати {\displaystyle (0,{\frac {a}{2}})}.